# Micropodabrus
Micropodabrus es un género de escarabajos de la familia Cantharidae. El género fue descrito científicamente primero por Pic en 1920. Esta es una lista de especies perteneciente a este género:
- Micropodabrus abdominalis (Pic 1906)
- Micropodabrus albonotata  (Pic, 1924)
- Micropodabrus albovarius  Wittmer, 1983
- Micropodabrus ampliimpressus  Wittmer, 1995
- Micropodabrus angusta (Fairmaire)
- Micropodabrus annamita  (Pic)
- Micropodabrus arunensis  Wittmer, 1983
- Micropodabrus azureus  Wittmer, 1983
- Micropodabrus bezdeki  Svihla, 2004
- Micropodabrus bicoloriceps  Wittmer, 1995
- Micropodabrus bidifformis  Wittmer, 1988
- Micropodabrus bothridera  (Fairmaire, 1887)
- Micropodabrus buonloiensis  (Wittmer, 1993)
- Micropodabrus burmensis Wittmer, 1993
- Micropodabrus cavicornis  (Champion 1926)
- Micropodabrus chaoi , 1988
- Micropodabrus chinensis  (Wittmer, 1993)
- Micropodabrus cicatricosus  Wittmer, 1988
- Micropodabrus cochinchinus  Svihla, 2004
- Micropodabrus coomani  (Pic 1926)
- Micropodabrus crassicornis  (Pic)
- Micropodabrus curvicornis  Wittmer, 1997
- Micropodabrus denominatus  Wittmer, 1997
- Micropodabrus diffusus  Wittmer, 1983
- Micropodabrus dromedarius  (Champion 1926)
- Micropodabrus eburneus  (Bourgeois 1902)
- Micropodabrus excavaticeps  (Pic, 1923)
- Micropodabrus expansicornis  Wittmer, 1995
- Micropodabrus fenchihuensis  Wittmer, 1982
- Micropodabrus fissiformis  Svihla, 2005
- Micropodabrus fissus  Wittmer, 1997
- Micropodabrus flavicornis  Gorham, 1889
- Micropodabrus flavimembris  (Wittmer, 1951)
- Micropodabrus flavofacialis  (Pic, 1926)
- Micropodabrus formosana  (Pic, 1910)
- Micropodabrus fortecostatus  (Pic 1943)
- Micropodabrus fumidiformis  Wittmer, 1983
- Micropodabrus fumidus  (Champion 1926)
- Micropodabrus fuscolineatus  (Champion 1926)
- Micropodabrus gaoligongensis  Wittmer, 1997
- Micropodabrus grahami Wittmer, 1997
- Micropodabrus gressitti  (Wittmer 1954)
- Micropodabrus gyalpo  Wittmer, 1983
- Micropodabrus horaki  Wittmer, 1995
- Micropodabrus hualiensis  Wittmer, 1995
- Micropodabrus impressicornis  (Pic 1925)
- Micropodabrus incrassatus  Wittmer, 1988
- Micropodabrus jendeki  Svihla, 2005
- Micropodabrus jhumlaensis  Wittmer, 1983
- Micropodabrus kamengensis Wittmer, 1983
- Micropodabrus kantnerorum  Svihla, 2005
- Micropodabrus kontumensis  (Wittmer, 1989)
- Micropodabrus kopetzi  Svihla, 2005
- Micropodabrus kresli  Svihla, 2005
- Micropodabrus kurosawai  Wittmer, 1982
- Micropodabrus langaniformis  Wittmer, 1989
- Micropodabrus langanus  (Pic, 1923)
- Micropodabrus laosensis  Svihla, 2005
- Micropodabrus lineolatus  (Pic 1924)
- Micropodabrus lishanensis  Wittmer, 1982
- Micropodabrus liuchowensis  Wittmer, 1989
- Micropodabrus longiceps  (Pic, 1908)
- Micropodabrus longicollis  Wittmer, 1983
- Micropodabrus maceki  Svihla, 2004
- Micropodabrus maculivertex  Ishida, 1989
- Micropodabrus marmoratus  (Bourgeois 1902)
- Micropodabrus minor  Wittmer, 1997
- Micropodabrus multiexcavatus  Wittmer, 1988
- Micropodabrus nantouensis  Wittmer, 1995
- Micropodabrus notatithorax (Pic, 1922)
- Micropodabrus pallidiceps  (Pic, 1911)
- Micropodabrus pallidulus  Wittmer, 1983
- Micropodabrus parallelus  Wittmer 1993
- Micropodabrus parallelus  Wittmer, 1983
- Micropodabrus pauloincrassatus  (Wittmer, 1951)
- Micropodabrus pieli  (Pic 1937)
- Micropodabrus piluchiensis  Wittmer, 1995
- Micropodabrus pingtungensis  Wittmer, 1982
- Micropodabrus prudeki  Svihla, 2004
- Micropodabrus pseudolongiceps  Wittmer, 1988
- Micropodabrus pseudonotatithorax  Wittmer, 1988
- Micropodabrus rubrithorax  (Pic 1926)
- Micropodabrus rufolineatus  Wittmer, 1983
- Micropodabrus safraneki  Svihla, 2004
- Micropodabrus satoi  Wittmer, 1982
- Micropodabrus semifumata  Fairmaire, 1889
- Micropodabrus semifumatoides  Svihla, 2005
- Micropodabrus shaanxiensis  Wittmer, 1995
- Micropodabrus shanensis  Wittmer, 1997
- Micropodabrus similis (Wittmer, 1951)
- Micropodabrus simplicicornis  Wittmer, 1993
- Micropodabrus sinensis  Wittmer, 1988
- Micropodabrus specialithorax  (Pic 1916)
- Micropodabrus subalbus  Wittmer, 1983
- Micropodabrus sublineolatus  Wittmer, 1983
- Micropodabrus sulingensis  Wittmer, 1995
- Micropodabrus svihlai  Wittmer, 1988
- Micropodabrus tachulanensis  Wittmer, 1988
- Micropodabrus taipeianus  Wittmer, 1982
- Micropodabrus taoyuanus  Wittmer, 1995
- Micropodabrus tenuicollis  (Champion 1926)
- Micropodabrus terminalis  Svihla, 2004
- Micropodabrus tigrinus  Wittmer, 1983
- Micropodabrus tridifformis  Wittmer, 1988
- Micropodabrus tryznai  Svihla, 2004
- Micropodabrus uenoi  Wittmer, 1982
- Micropodabrus uninodulatus  Wittmer, 1997
- Micropodabrus yayeyamanus  Sato, 1986
- Micropodabrus yunnanus  Wittmer, 1988